# Мидланд Парк (Њу Џерзи)
Мидланд Парк (енгл. Midland Park) град је у америчкој савезној држави Њу Џерзи.

## Демографија
По попису из 2010. године број становника је 7.128, што је 181 (2,6%) становника више него 2000. године.
| Група             | 2000.         | 2010.         |
| Белци             | 6.461 (93,0%) | 6.302 (88,4%) |
| Афроамериканци    | 30 (0,4%)     | 60 (0,8%)     |
| Азијати           | 154 (2,2%)    | 192 (2,7%)    |
| Хиспаноамериканци | 256 (3,7%)    | 474 (6,6%)    |
| Укупно            | 6.947         | 7.128         |